# John Wilkinson
John Wilkinson (Hartford, 13 de abril de 1920 — Los Angeles, 28 de abril de 2002) é um sonoplasta estadunidense. Venceu o Oscar de melhor mixagem de som na edição de 1987 por Platoon, ao lado de Charles Grenzbach, Richard Rogers e Simon Kaye.